# 百慕大旗帜

百慕達旗幟，比例：1:2

百慕達政府旗幟，比例：1:2

百慕達總督旗

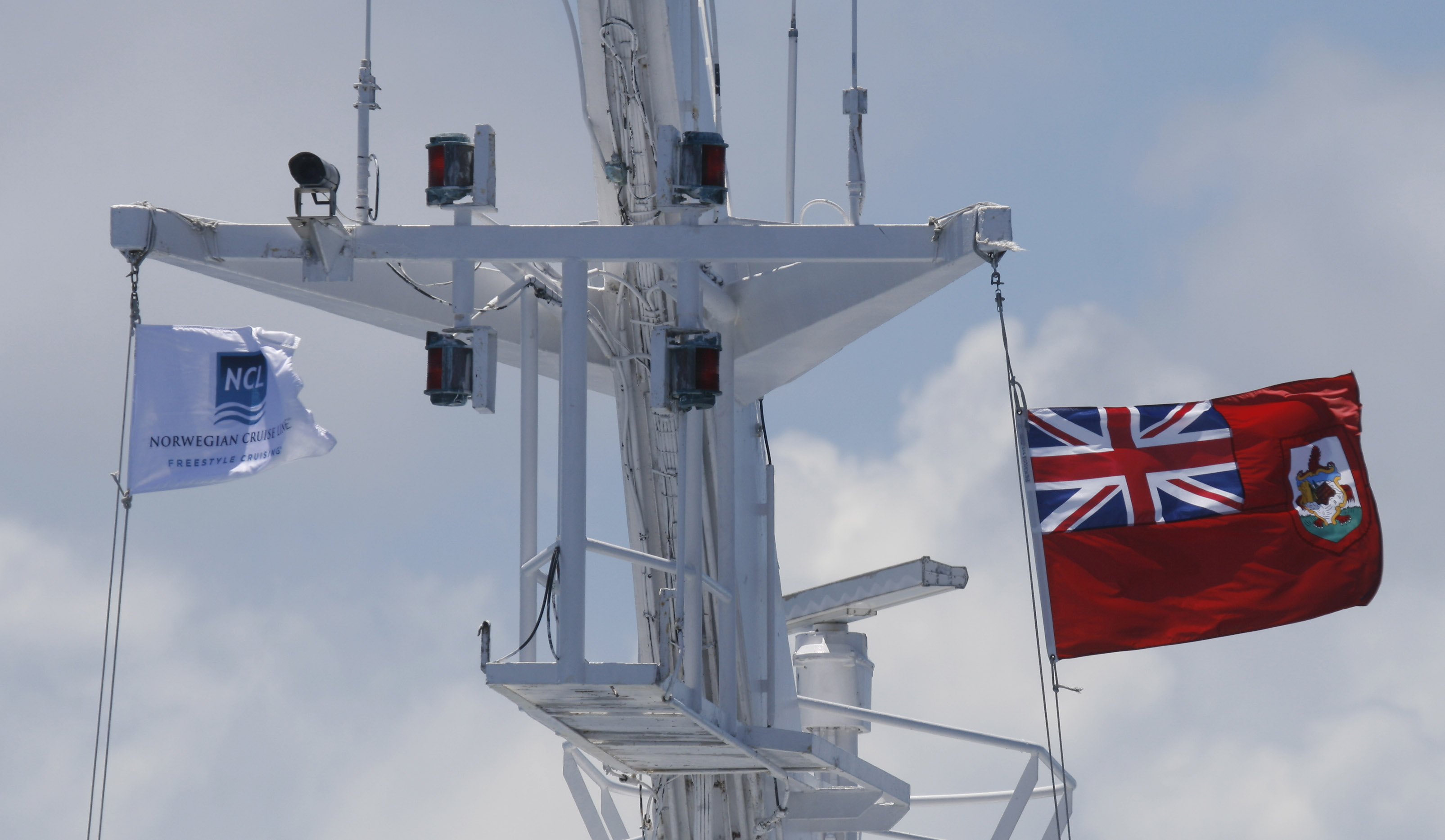
飘扬在轮船桅杆上的百慕大旗帜

百慕達旗幟啟用於1910年10月4日。基於英國紅船旗，有英國國旗在左上角，百慕達紋章在右側。
該旗在英國海外領地之中是比較少見的，因為它是紅底而不是常見的藍底。這與加拿大（1868年─1965年）與南非聯邦（1870年─1905年）的用法一致。百慕達總督（Governor of Bermuda）則用米字旗加上百慕達紋章為旗幟，這是傳統英國海外領土總督的旗幟設計。政府使用藍船旗的設計。

## 參照
- 大不列颠旗帜列表